# Моя няня — вампир
«Моя няня — вампир» (англ. My Babysitter's a Vampire) — канадский фильм ужасов. Премьера в США прошла на Disney Channel 10 июня 2011 года. Слоган No parents. No rules. No pulse  (Никаких родителей. Никаких правил. Никакого пульса).

## Сюжет
Этан Морган — робкий и застенчивый школьник. Однажды его родители уезжают на несколько дней и оставляют его с младшей сестрой Джейн вместе с новой няней, которая оказывается вампиром.

## В ролях
- Мэтью Найт — Этан Морган
- Ванесса Морган — Сара
- Аттикус Митчелл — Бенни Вейр
- Камерон Кеннеди — Рори
- Кейт Тодд — Эрика
- Джо Диникол — Джесси
- Элла Джонас Фарлинджер — Джейн
- Натан Стефенсон — Гард
- Джейми Джонстон — Джеймс
- Джоан Грегсон — бабушка Бенни
- Кэсси Стил — Рошель
- Лаура ДеКартере — Саманта Морган
- Эри Коэн — Росс Морган

## Телесериал
По фильму был снят сериал «Моя няня — вампир». Премьера в России состоялась на Disney Channel 3 ноября 2011 года.